# Puntillo

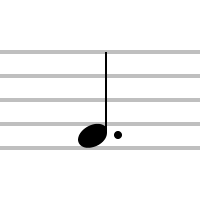
Puntillo.

El puntillo en notación musical es un signo de prolongación con forma de punto que se coloca a la derecha de la figura o silencio, aumentando la mitad del valor de la misma. Es decir, si la figura original dura dos pulsos con el puntillo correspondiente durará tres pulsos.

## Representación gráfica

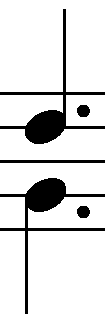
Puntillos en un acorde.

Los signos de puntillo se dibujan a la derecha de la figura musical a la que acompañan. Por tanto, no deben ser confundidos con los puntos utilizados para indicar la articulación staccato, que se colocan por encima o por debajo de la figura. 
Si la figura musical que va a llevar el puntillo se encuentra en un espacio del pentagrama, el puntillo también se dibujará en el espacio. Pero si la nota se sitúa en una línea, el puntillo se representará en el espacio que haya por encima. Esto último también es aplicable para las figuras en líneas adicionales. 
Sin embargo, cuando una figura con puntillo que está en una línea forma parte de un acorde, donde la figura más alta también está en una línea, el puntillo de la figura más baja se colocará en el espacio inferior.
En teoría cualquier figura musical puede llevar puntillo, al igual que cualquier silencio. Si el silencio se encuentra en su posición normal, los puntillos se colocan siempre en el tercer espacio del pentagrama contando desde abajo. Read señala además «que es imposible unir los silencios con ligaduras».

## Usos y efectos
El uso de un puntillo para prolongar el valor de una nota se remonta hasta el siglo X como mínimo, aunque la cantidad exacta del aumento está en disputa. Para más información véase Neuma.

### Puntillo
Una nota con puntillo es una nota con un pequeño punto dibujado a su derecha. El puntillo aumenta la duración de esa nota en la mitad de su valor original. Por ejemplo, una blanca con puntillo tiene la duración de tres negras; en este caso el puntillo vale una negra porque es la mitad del tiempo de una blanca que es la figura que precede al puntillo. 
Una nota con puntillo es equivalente a escribir esa nota ligada a otra nota de la mitad de su valor. En el caso de tratarse de más de un puntillo, se correspondería con una serie de notas ligadas cuyas duraciones se van reduciendo progresivamente a la mitad de la nota anterior.

Notas con puntillo y su equivalente en notas ligadas.

Los puntillos se pueden utilizar a través de las barras de compás. Encontramos una muestra de ello en la edición de H. C. Robbins Landon de la Sinfonía n.º 70 en Re Mayor de Joseph Haydn. 
No obstante, la mayoría de los escritores actuales consideran obsoleto el uso del puntillo y recomiendan como alternativa el uso de una ligadura a través de la barra de compás. Read señala que: «Desde los madrigales del Renacimiento hasta las obras para tecla de Johannes Brahms, se encuentra con frecuencia una notación como la que hay abajo a la izquierda.» (En la página siguiente aparece un ejemplo etiquetado como «notación más antigua» con dos compases en 4/4 de los cuales el segundo contiene en este orden: un puntillo, una negra y una blanca.

### Doble puntillo
Una nota con doble puntillo es una nota con dos pequeños puntos dibujados a su derecha. El doble puntillo aumenta la duración de esa nota en 1 ¾ (1 + ½ + ¼ = 2 - ¼) de su valor original. Por ejemplo una blanca con doble puntillo equivale a una blanca, una negra y una corchea.
Este signo se utiliza con menos frecuencia que el puntillo sencillo. Típicamente, como en el ejemplo siguiente, que es seguido por una nota cuya duración es de un cuarto de la longitud del valor de la nota de base, completando el siguiente valor más alto de la nota.
El fragmento siguiente pertenece al segundo movimiento del Cuarteto de cuerda, Op. 74, n.º 2 de Joseph Haydn, un tema con variaciones. La primera nota lleva un doble puntillo. 

Doble puntillo, staccato y notas ligadas.

En la obertura francesa y a veces otras piezas de música barroca, las notas con puntillo suelen interpretarse como si fuesen notas con dobles puntillos y la nota siguiente es proporcionalmente reducida. Conforme a Adam Carse «Los teóricos contemporáneos dejaron claro que la nota con puntillo debía ser sostenida más allá de su valor real (el doble puntillo no estaba entonces en uso) y que la nota o notas cortas se deben tocar tan rápido como sea posible.» Para más información véase interpretación historicista.

### Triple puntillo
Una nota con triple puntillo es una nota con tres pequeños puntos dibujados a su derecha. El triple puntillo aumenta la duración de esa nota en 1 ⅞ (1 + ½ + ¼ + ⅛ = 2 - ⅛) de su valor original.
La utilización de este signo no es común en el período barroco ni en el clásico. Sin embargo, sí es bastante frecuente en la producción musical de Richard Wagner y Anton Bruckner, sobre todo en las partes escritas para viento metal.

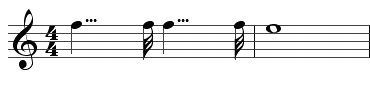
Triple puntillo.

Un ejemplo de la utilización de notas con dobles y triples puntillos se puede ver en el Preludio para piano Op. 28 n.º 3 en Sol mayor  de Frédéric Chopin. Esta composición está en compás de 4/4 y contiene semicorcheas en la mano izquierda. En varias ocasiones a lo largo de la pieza, Chopin le pide a la mano derecha que interprete una blanca con triple puntillo, con una duración de 15 semicorcheas, simultáneamente con la primera semicorchea de la mano izquierda y a continuación una semicorchea al mismo tiempo que la 16.ª semicorchea de la mano izquierda.
Por encima de tres puntillos es muy poco frecuente, pero teóricamente posible. Según Bussler más de tres puntillos no se utilizaban en absoluto, pero hay que tener en cuenta que su obra es de 1890 y no se sabe si él conocía todas las partituras musicales en torno a aquella fecha.

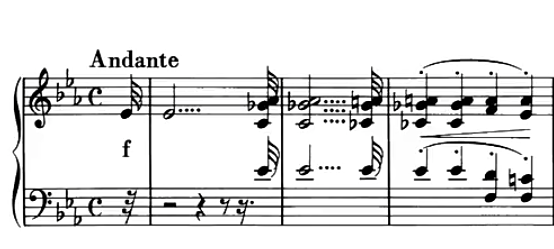
Cuádruple puntillo en un estudio de Franz Liszt.